# Loi relative au devoir de vigilance des sociétés mères et entreprises donneuses d'ordre
Pour un article plus général, voir Devoir de vigilance.
La loi française n°2017-399 relative au devoir de vigilance des sociétés mères et entreprises donneuses d’ordre, aussi dite loi sur le devoir de vigilance, oblige les grandes entreprises françaises à élaborer, à publier et à mettre en œuvre des mesures adaptées d’identification des risques et de prévention des atteintes aux droits humains et aux libertés fondamentales, à la santé et à la sécurité de personnes, et à l'environnement.
La loi sur le devoir de vigilance a été adoptée définitivement en mars 2017. Cette loi française est la première au monde à instaurer un devoir de vigilance si complet. Elle marque une avancée historique vers le respect des droits humains et environnementaux par les multinationales.

## Origines
La loi sur le devoir de vigilance a été élaborée en réaction à différentes catastrophes humaines et environnementales impliquant des entreprises multinationales, telles que la catastrophe de Bophal en Inde, le scandale Chevron en Equateur, le naufrage de l’Erika, les marées noires au Nigeria, l’explosion de l’usine AZF en France, ou encore plus récemment, la rupture du barrage de Brumadinho au Brésil. L’effondrement du Rana Plaza au Bangladesh en 2013 a joué un rôle d’accélérateur politique, en matière de régulation des entreprises multinationales. Ce drame, qui avait provoqué la mort de 1 138 personnes et fait plus de 2 000 blessés, avait révélé les mauvaises conditions de travail des fournisseurs et sous-traitants des grands groupes textiles européens et nord-américains, ainsi que la difficulté d’engager la responsabilité des entreprises donneuses d’ordre. En effet, l’éclatement des entreprises en filiales et le recours croissant à la sous-traitance représentent un obstacle majeur pour que les personnes impactées par des activités économiques néfastes puissent obtenir justice.
À la suite du drame du Rana Plaza, une première proposition de loi a été déposée en octobre 2013. Une seconde proposition est déposée en février 2015, à l’initiative des députés Dominique Potier et Philippe Noguès. La proposition de loi a fait l’objet d’un long processus législatif de trois ans et demi, s’étant heurtée à de nombreuses oppositions de la part des secteurs économiques, qui affirmaient notamment, que cette loi représentait une menace pour la compétitivité des entreprises françaises et un frein à la liberté d’entreprendre. Selon ses auteurs, « l’objectif de cette proposition de loi est d’instaurer une obligation de vigilance des sociétés mères et des entreprises donneuses d’ordre à l’égard de leurs filiales, sous-traitants et fournisseurs. Il s’agit de responsabiliser ainsi les sociétés transnationales afin d’empêcher la survenance de drames en France et à l’étranger et d’obtenir des réparations pour les victimes en cas de dommages portant atteinte aux droits humains et à l’environnement ».
Deux jours après le vote en plénière à l’Assemblée nationale, le 21 février 2017, un groupe de 60 députés et 60 sénateurs ont déposé un recours devant le Conseil constitutionnel. Le 23 mars 2017, le Conseil constitutionnel valide l’essentiel de la loi. Cependant il supprime la possibilité d'amende pour les entreprises qui ne respecteraient pas la loi. Et le 27 mars 2017, la loi est finalement promulguée.

## Objectifs
La loi sur le devoir de vigilance créé une nouvelle obligation pour les grandes entreprises françaises : prévenir et réparer les violations des droits humains et les dommages environnementaux engendrés par leurs activités et par les activités de leurs filiales, de leurs sous-traitants ou fournisseurs avec lesquels est entretenue une relation commerciale établie.

## Périmètre et portée de la loi
La loi concerne les entreprises établies en France qui emploient au moins 5 000 salariés en France ou 10 000 dans le monde.
Elle s’applique aux activités : de l’entreprise elle-même (sociétés-mères ou sociétés donneuses d’ordres) ; des sociétés qu’elles contrôlent directement ou indirectement ; des sous-traitants et fournisseurs avec lesquels est entretenue une « relation commerciale établie ».
La loi sur le devoir de vigilance couvre tous les secteurs d’activité et un large domaine d’application : sont concernés toutes « les atteintes graves envers les droits humains et les libertés fondamentales, la santé et la sécurité des personnes ainsi que l'environnement » (article 1).

## Mesures
Les entreprises soumises au devoir de vigilance ont désormais l’obligation légale de publier dans leur rapport annuel et de mettre en œuvre de façon effective un plan de vigilance, afin d’identifier et de prévenir les risques d’atteintes aux droits humains et à l’environnement. Selon l’article 1 de la loi sur le devoir de vigilance, le plan doit comporter : « Une cartographie des risques destinée à leur identification, leur analyse et leur hiérarchisation ; des procédures d’évaluation régulière de la situation des filiales, des sous-traitants ou fournisseurs avec lesquels elle entretient une relation commerciale établie au regard de la cartographie des risques ; des actions adaptées d’atténuation des risques ou de prévention des atteintes graves ; un mécanisme d’alerte et de recueil des signalements relatifs à l’existence ou à la réalisation des risques, établi en concertation avec les organisations syndicales représentatives dans ladite société ; un dispositif de suivi des mesures mises en oeuvre et l’évaluation de leur efficacité »
La loi prévoit deux mécanismes judiciaires pour garantir son application :
Dans le cas où une entreprise ne parvient pas à établir, publier ou mettre en oeuvre un plan de vigilance, l’article 1 prévoit que « toute personne justifiant d’un intérêt à agir » (telles que les associations de défense des droits humains ou de l’environnement, les syndicats, les populations affectées) peut la mettre en demeure de respecter ses obligations. Au bout de trois mois, à compter de la mise en demeure, si l’entreprise ne respecte toujours pas ses obligations, il est possible de saisir le juge pour lui enjoindre de le faire, le cas échéant sous astreinte financière.
Selon l’article 2 de la loi, la responsabilité civile de l’entreprise peut être engagée en cas de manquement à ses obligations, autrement dit, si l’établissement et la mise en œuvre du plan sont défaillants. Les victimes doivent alors parvenir à démontrer aux juges que des violations et des dommages ont eu lieu et qu’elles résultent d’un manquement aux obligations de vigilance. L’entreprise pourra être amenée à verser des dommages et intérêts aux victimes, mais seulement dans le cas d’une absence de plan, d’un plan insuffisant ou de défaillances dans sa mise en œuvre.

## Premières affaires sur le fondement du devoir de vigilance
En Juin 2019, Total a fait l’objet de deux mises en demeure pour non-respect du devoir de vigilance. La compagnie pétrolière a été rappelée à l’ordre une première fois quant à l'absence d’engagements en matière de réduction des émissions de gaz à effet de serre dans son plan de vigilance puis une seconde fois pour ses activités en Ouganda.
Dans le premier cas, 14 collectivités territoriales, soutenues par les associations Notre Affaire à Tous, les Éco Maires, Sherpa et ZEA, ont mis en demeure Total de revoir son plan de vigilance et de s’aligner avec les Accords de Paris afin de limiter le réchauffement climatique à 1,5 degré. Le 23 octobre 2019, les associations assignent Total en référé devant le tribunal de grande instance (TGI) de Nanterre (Hauts-de-Seine) pour manquement à la loi sur le devoir de vigilance,. Le 30 janvier 2020, le TGI se déclare incompétent et renvoie l’affaire vers le tribunal de commerce de Nanterre, comme l’avait demandé le géant pétrolier lors de l’audience en décembre 2019. Cependant le TGI semblerait se reconnaître compétent pour les actions en réparation. Les associations regrettent l’incohérence d’un système de deux juridictions pour des actions fondées sur une même loi. Elles ont fait appel de la décision du tribunal de Nanterre. L'audience de l'appel aura lieu le 28 octobre 2020 à la cour d'appel de Versailles.
En mars 2021, une coalition d’associations de défense des droits de peuples autochtones brésiliennes et colombiennes (COIAB, CPT, FEIPA, FEPOIMT et OPIAC) ainsi que des associations internationales (Sherpa, Canopée, Envol Vert, FNE, Mighty Earth, Notre Affaire à Tous) ont assigné en justice le groupe Casino pour manquement au devoir de vigilance. La coalition reproche à Casino de ne pas avoir pris les mesures nécessaires pour exclure de sa chaîne d’approvisionnement au Brésil et en Colombie la viande bovine liée à la déforestation illégale, à l’accaparement de terres et aux atteintes aux droits des peuples autochtones.
Le 23 mars 2022, Sherpa, Actionaid, le syndicat turc Petrol-Is et 34 salariés de la filiale turque de l'entreprise ont assigné en justice le groupe Yves Rocher. Elles reprochent à l’entreprise d’avoir manqué à ses obligations issues de la loi sur le devoir de vigilance en matière de liberté syndicale.

## Application de la loi
Les associations ont publié diverses études et rapports afin de s’assurer de la mise en œuvre effective de la loi.
Le 21 février 2020 le Conseil Général de l’économie a rendu au ministre de l’économie, Bruno Le Maire, un rapport qui dresse un premier bilan de l’application de la loi. Les rapporteurs constatent que certaines entreprises ont réalisé de réels progrès, mais qu’en revanche d’autres font une application insatisfaisante de la loi. Aussi la mission fait des propositions pour sensibiliser les entreprises au respect de leurs obligations et améliorer l’application du devoir de vigilance[source insuffisante].

## Inconvenients
Principal inconvénient de la loi française, plusieurs sociétés emblématiques restent exclues de son périmètre d'application, car elle s'applique seulement aux entreprises de plus de 5 000 salariés en France ou de plus de 10 000 salariés en France et à l'étranger, a souligné le rapport des députés Coralie Dubost (groupe La République en Marche) et Dominique Potier (Socialistes et apparentés), présenté le 23 février 2023. Ce rapport propose d'abaisser le seuil, en nombre de salariés et de recourir aussi au chiffre d'affaires comme un critère d'assujettissement .